# Ельфвальд (король Східної Англії)
Ельфвальд (*Ælfwald, д/н —749) — король Східної Англії у 713—749 роках.

## Життєпис
Походив з династії Вуффінгів. Син Ельдвульфа, короля Східної Англії. Про дату народження та молоді роки нічого невідомо. Знано, що він мав на той час непогану освіту, зокрема вільно володів латиною. Про це свідчить його листування з єпископом Боніфацієм вже за часів свого королювання. У 713 році після смерті батька успадкував трон.
У 716 році допоміг Етельбальду стати королем Мерсії. Останній уклав союзницьку угоду зі Східною Англією. Завдяки цьому Ельфвальд забезпечив мир на своїх кордонах й зміг зосередити зусилля на розбудові держави. Того ж року брав участь у соборі в Кловешо.
Він багато доклав зусилля задля розвитку ремісництва, посиленню торгівельних зв'язків з державами англосаксів в Британії та Франкською державою. Основним портом було місто Гіпесвіч.
За часи панування короля Ельфвальда значно зросла кількість карбованих срібних пенні (скетта) у Східній Англії. Все це свідчило про піднесення економіки королівства. В часи Ельфвальда зросла кількість віршованих елегічних та героїчних творів. На думку деяких дослідників, поема «Беовульф» була створена у Східній Англії за короля Ельфвальда.
У 749 році Ельфвальд помер, після чого королівство було розділене між Хуном, Беорною і Етельбертом I.

## Родина
- Етельберт, король у 779—794 роках
- Едвальд, король у 796—798 роках